# ریکیتو سوگیورا
ریکیتو سوگیورا (ژاپنی: 杉浦 力斗؛ زادهٔ ۲۲ اکتبر ۲۰۰۲) یک بازیکن فوتبال اهل ژاپن است.
از باشگاه‌هایی که در آن بازی کرده‌است می‌توان به باشگاه فوتبال زویگن کانازاوا اشاره کرد.